# Al-Yamun
Al-Yamun (àrab: اليامون, al-Yāmūn) és un municipi palestí de la governació de Jenin, a Cisjordània, al nord de la vall del Jordà, 9 kilòmetres a l'oest de Jenin. Segons el cens de l'Oficina Central Palestina d'Estadístiques (PCBS), Al-Yamun tenia 16.383 habitants en 2007. Té una superfície d'uns 20,000 dúnams, dels quals 1,300 són zona urbanitzada. La població està formada principalment per membres de les famílies Frehat, Khamaysa, Samudi, Hushiya, Abu al-Hija, Samara 'Abahra, Zaid, Jaradat, Sharqieh i Nawhda.

## Història
La vila és antiga, i dues columnes i dos capitells han estat reutilitzats en la porta d'una mesquita.

### Època otomana
Yamun, com la resta de Palestina, fou incorporada a l'Imperi Otomà en 1517, i en el cens de 1596, la vila apareix com a “Yamoun”, situada a la nàhiya de Sara al liwà de Lajjun. Tenia una població de 28 llars, totes musulmanes. Pagaven una taxa fixa del 25 % sobre el blat, ordi, cultius d'estiu, oliveres, ingressos ocasionals, cabres i ruscs; un total de 15,000 akçe. Pierre Jacotin anomenà la vila Ellamoun en el seu mapa fet durant la campanya napoleònica d'Egipte i Síria en 1799.
En 1838 Edward Robinson la va assenyalar en els seus viatges, i en 1870 Victor Guérin va dir que Yamun tenia 500 habitants.
En 1882 el Survey of Western Palestine del Fons per a l'Exploració de Palestina la va descriure com «un poble gran, amb una olivera, sobre un terreny elevat, amb un pou d'aigua a l'est. Aquest sembla el Janna de l'Onomasticon, 3 milles al sud de Legio; no concorda exactament, són 7 milles angleses.»”

### Època del mandat Britànic
En el cens de Palestina de 1922, elaborat per les autoritats del Mandat Britànic, Yamun tenia 1.485 habitants; tots musulmans, excepte un cristià ortodox. En el cens de Palestina de 1931 la població va augmentar a 1.836 habitants, tots musulmans en un total de 371 llars.
En el cens de 1945 la població era de 2.520 habitants, tots musulmans, amb 20,361 dúnams de terra, segons una enquesta oficial de terra i població. 6,036 dúnams eren usats com a plantacions i terra de rec, 11,121 dúnams per cereals, mentre que un total de 58 dúnams eren sòl urbanitzat.

### 1948-1967
En la vespra de guerra araboisraeliana de 1948, i després dels acords d'armistici araboisraelians de 1949, Al-Yamun fou ocupada pel regne haixemita de Jordània. Alguns habitants d'Al-Yamun són descendents d'Abu-Hija, un comandant que va arribar a Palestine amb Saladí. Després de 1948, Al-Yamun va rebre alguns descendents d'Abu-Hija de la vila despoblada d'Ein Hod, ocupada per Israel.

### Després de 1967
Després de la Guerra dels Sis Dies de 1967, Al-Yamun va romandre sota l'ocupació israeliana.
El 29 d'octubre de 2008 Muhammad 'Abahra, un granger de la vila, fou mort per les Forces de Defensa d'Israel. 'Abahra tenia una escopeta i els soldats israelians creien que anava a disparar contra ells. El fill d'Abahra, però, va al·legar que el seu pare guardava les ovelles del possibles lladres.